# Robert von Zedlitz-Trützschler
Karl Eduard Robert von Zedlitz und Trützschler (né le 8 décembre 1837 à Bad Freienwalde - mort le 21 octobre 1914 à Berlin) est un fonctionnaire prussien qui a occupé le poste de ministre de l'Éducation entre 1891 et 1892.

## Biographie

### Jeunesse et carrière militaire
Fils de Carl von Zedlitz-Trützschler (de), entre 1856 et 1862, Zedlitz (de) est officier au régiment des Gardes du Corps. Après avoir quitté l'armée, il retourne administrer le domaine familial de Niedergroßenbohrau en Silésie. Pendant la guerre austro-prussienne de 1866, il réincorpore volontairement l'armée et sert comme adjudant à la 11e brigade de cavalerie de la 2e armée. Pendant la guerre franco-allemande de 1870, il est adjudant dans le commandement des troupes de garde immobiles. 
Une fois la guerre terminée, il entre dans l'administration de Silésie et s'implique dans l'activité agricole de la province. Il fait alors partie du collège d'économie régionale et du Conseil agricole allemand. Il représente le gouverneur de Silésie et de 1879 à 1881, il préside la commission provinciale de Silésie. Après avoir été président du district d'Oppeln et membre du Conseil d'État en 1884, il est nommé haut président de la province de Posnanie. Il est en outre président de la commission d'établissement pour les provinces de Posnanie et de Prusse-Orientale.

### Responsabilités gouvernementales
En 1891, Zedlitz est nommé ministre de l'Éducation. C'est à ce titre qu'il propose une nouvelle loi d'inspiration chrétienne-conservatrice pour l'école primaire. Pour lui, la religion doit être portée par l'école. C'est ainsi que les églises se voient confirmées dans le rôle d'institutions de formation. Les écoles doivent être confessionnalisés, les enfants de dissidents forcés à participer aux cours de religion. Les églises doivent décider du contenu des cours de religion. Zedlitz cherche à imposer sa réforme avec le soutien des conservateurs et du Zentrum. Le chancelier Leo von Caprivi cherche ainsi à rallier le Zentrum au gouvernement. Les réactions ne se font guère attendre. Des protestations sans précédent fusent parmi les libéraux comme parmi les modérés, pour la plupart membres de la bourgeoisie protestante. Le ministre des Finances Johannes von Miquel et l'empereur Guillaume II finissent par ne plus soutenir le projet de Zedlitz et Caprivi perd son poste de ministre-président.

### Fin de carrière
En décembre 1898, Zedlitz est nommé haut président de la province de Hesse-Nassau puis de Silésie entre 1903 et 1909. À partir de 1909, il fait partie de la commission immédiate pour la réforme de l'administration (il en sera vice-président en 1913) puis entre à la chambre des seigneurs de Prusse en 1910. 

## Famille
Il se marie le 24 octobre 1862 avec Agnes Emilie comtesse von Rohr (née le 25 mars 1840 et morte le 16 décembre 1928) de la maison Levetzow. Le couple a plusieurs enfants :
- Karl Konstantin Friedrich Eduard Robert (de) (1863-1942), fonctionnaire administratif et auteur marié en 1899 avec Olga Bürgers (née le 1er octobre 1876 et morte le 21 février 1899)
- Elisabeth Ulrike Emilie (née le 7 novembre 1864 et morte le 13 avril 1924)
- Ehrengard Ruth (1867-1945) mariée en 1886 avec Jürgen von Kleist-Retzow (de) (1854-1897), administrateur de l'arrondissement de Belgard-sur-la-Persante (de)
- Marie Agnes (né le 1er février 1869) mariée en 1891 avec Hermann von Tresckow (1849-1933), général de cavalerie
- Karl Otto Stephan (né le 28 mars 1871 et mort le 15 mars 1951) marié avec Helene von Rohr (né le 17 décembre 1882 et mort le 10 janvier 1981)
- Ehrengard Ulrike Emilie (née le 24 mai 1877 et morte en avril 1945) mariée en 1908 avec Karl von Rohr (né le 11 juillet 1878 et mort en avril 1945)